# カンター・グループ
カンター・グループ（Kantar Group）は、本社をイギリス・ロンドンに置き、世界約90カ国を対象に活動しているマーケティング企業。

## 沿革
1992年、WPPグループのマーケティングリサーチ・データ インベストメント・コンサルティング部門として発足した。2019年、ベインキャピタルに株式の6割を売却した。BrandZ、Kantar TNSやMillward Brownなど多くのオペレーティングブランドを保有していたが、Kantarブランドへの統合が進められている。GfK、Nielsenやイプソスが主な競合企業となっている。

## 日本法人
日本法人「合同会社カンター・ジャパン」（Kantar Japan Inc.）は、東京（新宿マインズタワー）および大阪市にオフィスを持ち、市場調査やコンサルティング業務を行っている。